# Chézy, Allier
Chézy là một xã ở tỉnh Allier thuộc miền trung nước Pháp.